# Всеобщие выборы в Сьерра-Леоне (2012)
Всеобщие выборы в Сьерра-Леоне проходили 17 ноября 2012 года для избрания президента, парламента и местных советов. В результате победу одержал представлявший Всенародный конгресс президент Эрнест Бай Корома, который получил 58,7% голосов и был переизбран на второй срок. На парламентских выборах большинство получил Всенародный конгресс (67 из 112 мест парламента). 

## Результаты

### Президентские выборы
| Кандидат                                | Партия                                        | Голоса    | %    |
| --------------------------------------- | --------------------------------------------- | --------- | ---- |
| Эрнест Бай Корома                       | Всенародный конгресс                          | 1 314 881 | 58,7 |
| Джулиус Маада Био                       | Народная партия Сьерра-Леоне                  | 837 517   | 37,4 |
| Чарльз Маргаи                           | Народное движение за демократические перемены | 28 944    | 1,3  |
| Джошуа Альберт Кэрью                    | Гражданская демократическая партия            | 22 863    | 1,0  |
| Элдред Коллинз                          | Объединённый революционный фронт              | 12 993    | 0,6  |
| Джибрилла Камара                        | Народная демократическая партия               | 8273      | 0,4  |
| Канде Баба Конте                        | Партия мира и освобождения                    | 6144      | 0,3  |
| Мохамед Бангура                         | Объединённое демократическое движение         | 5069      | 0,2  |
| Джеймс Обаи Фуллах                      | Объединённая национальная народная партия     | 5044      | 0,2  |
| Недействительные/пустые бюллетени       | Недействительные/пустые бюллетени             | 108 898   | –    |
| Всего                                   | Всего                                         | 2 459 524 | 100  |
| Зарегистрированные избиратели/Явка      | Зарегистрированные избиратели/Явка            | 2 692 635 | 87,3 |
| Источник: National Electoral Commission |                                               |           |      |

### Парламентские выборы

Партийный состав Парламент Сьерра-Леоне (2012).
«Всенародный конгресс»(71)
«Народная партия Сьерра-Леоне»(42)
Представители округов (Традиционные вожди) (12)

| Партия                                        | Голоса    | %     | Места | +/-   |
| --------------------------------------------- | --------- | ----- | ----- | ----- |
| Всенародный конгресс                          | 1 149 234 | 53,67 | 67    | +8    |
| Народная партия Сьерра-Леоне                  | 819 185   | 38,25 | 42    | –1    |
| Народное движение за демократические перемены | 69 202    | 3,23  | 0     | –10   |
| Национальный демократический альянс           | 27 706    | 1,29  | 0     | 0     |
| Революционный объединённый фронт              | 12 573    | 0,59  | 0     | новая |
| Объединённое демократическое движение         | 11 771    | 0,55  | 0     | новая |
| Народная демократическая партия               | 8387      | 0,39  | 0     | новая |
| Гражданская демократическая партия            | 7446      | 0,35  | 0     | новая |
| Объединённая национальная народная партия     | 4734      | 0,22  | 0     | 0     |
| Партия мира и освобождения                    | 2330      | 0,11  | 0     | 0     |
| Независимые                                   | 28 914    | 1,35  | 0     | 0     |
| Избранные вожди                               | –         | –     | 12    | 0     |
| Свободные места                               | –         | –     | 3     | –     |
| Всего                                         | 2 141 482 | 100   | 124   | 0     |
| Источник: National Electoral Commission       |           |       |       |       |